# Omar al-Ali
Omar Mohamed al-Ali (* 16. Februar 1988) ist ein Fußballschiedsrichter aus den Vereinigten Arabischen Emiraten.

## Karriere
Das erste von ihm bekannte geleitete Spiel in der UAE Pro League, war im Mai 2014. Danach folgten ab der Saison 2014/15 für ihn regelmäßig Einsätze in der Liga. Seit 2015 steht er nun auch schon auf der FIFA-Schiedsrichterliste, dabei seit 2021 auch als Videoschiedsrichter. Auf internationaler Bühne war sein bekanntes Debüt dann am 19. Januar 2015 wo er ein Freundschaftsspiel zwischen Schweden und Finnland leitete. Auch in der folgenden Zeit leitete er des Öfteren Freundschaftsspiele zwischen Nationalmannschaften. Zudem leitete er im März 2018 ein Spiel der Qualifikation für die Asienmeisterschaft 2019. Bereits im Herbst des Jahres folgte dann mit der U16-Asienmeisterschaft sein erstes Turnier, wo er drei Spiele leitete.
Auf Klubebene bekam er dann ab Februar 2018 auch Einsätze im AFC Cup. Später leitete er zudem noch unter anderem ein Spiel innerhalb der AFC Champions League Saison 2021. Nebst weiterer Champions-League-Spiele in den nächsten Jahren wurde er dann auch für die Asienmeisterschaft 2022 der Frauen nominiert, wo er als Videoschiedsrichter agierte. Im selben Jahr folgten dann noch Einsätze bei der U23-Asienmeisterschaft, der U17-Weltmeisterschaft der Frauen (hier auch wieder als Videoschiedsrichter) und der Südostasienmeisterschaft. Im nächsten Jahr leitete er dann bei der U-17-Weltmeisterschaft ein Team, in welchem er von Jassem al-Ali und Saeed al-Marzooqi als Assistenten unterstützt wurde. Er selbst agierte hier, aber auch als Vierter Offizieller. Zudem wurde er bereits für die Asienmeisterschaft 2024 nominiert, wo er von Mohamed al-Hammadi und Hasan al-Mahri als Assistenten unterstützt werden soll.
Nebst alle dem gastierte er auch mehrfach in verschiedensten internationalen Ligen als Schiedsrichter. So leitete er im August 2015 ein Spiel in der zweiten slowakischen Liga und im Januar 2018 einmal eines in der Saudi Pro League sowie im Januar 2019 ein weiteres in der Egyptian Premier League. Außerdem war er auch mal als Video-Assistent beim Egyptian Super Cup dabei.